# Tinh thảo nhiều lông
Tinh thảo nhiều lông (danh pháp khoa học: Eragrostis pilosissima) là một loài thực vật có hoa trong họ Hòa thảo. Loài này được Link mô tả khoa học đầu tiên năm 1827.